# Taça Challenge da EHF de 2016–17
A Taça Challenge da EHF de 2016–17 foi a 24ª edição da Taça Challenge da EHF, a terceira maior competição de clubes europeus de andebol masculino organizada pela EHF. A final foi disputada a duas mãos, com a 1ª mão a ser disputada a 21 de maio de 2017 e a 2ª mão a ser disputada a 27 de maio.
O Sporting Clube de Portugal venceu os romenos do AHC Potaissa Turda por um agregado de 67-52 na final da competição e conquistou o seu segundo título.

## Formato
Um total de 32 equipas disputarão a Taça Challenge de 2017–18.
Ronda 3
Um total de 32 equipas participarão nesta eliminatória. Os jogos serão disputados a duas mãos, em casa e fora. Os vencedores de cada jogo qualificam-se para os oitavos-de-final enquanto as restantes equipas são eliminadas da competição.
Oitavos-de-final
Participam nesta eliminatória as 16 equipas apuradas da eliminatória anterior. Os jogos serão disputados a duas mãos, em casa e fora. Os vencedores de cada jogo qualificam-se para os quartos-de-final enquanto as restantes equipas são eliminadas da competição.
Quartos-de-final
Participam nesta eliminatória as 8 equipas apuradas da eliminatória anterior. Os jogos serão disputados a duas mãos, em casa e fora. Os vencedores de cada jogo qualificam-se para as semi-finais enquanto as restantes equipas são eliminadas da competição.
Semi-finais
Participam nesta eliminatória as 4 equipas apuradas da eliminatória anterior. Os jogos serão disputados a duas mãos, em casa e fora. Os vencedores de cada jogo qualificam-se para a Final da Taça Challenge da EHF de 2017–18 enquanto as restantes equipas são eliminadas da competição.
Final
Participam na final as 2 equipas apuradas da eliminatória anterior. O jogo será disputado a duas mãos, em casa e fora.
O vencedor conquista a Taça Challenge da EHF de 2016–17.

## Distribuição de Vagas e Qualificação
No total da competição, 77 equipas poderão se candidatar a participar na edição de 2017–18 da Taça Challenge da EHF, cabendo à federação internacional eleger as equipas que poderão competir. Este número é baseado no Coeficiente da EHF do país, usado para determinar o número de participantes que cada associação poderá candidatar.
Ao contrário do que acontece nas restantes competições europeias, quanto menor for o ranking do país, maior será o número de equipas que poderão disputar a Taça Challenge, com exceção às dez últimas associações do ranking (que inclui 50 no total). Estas dez associações só qualificam quatro equipas no seu conjunto.
- Associações 8-13 classificam uma equipa cada.
- Associações 14-27 classificam duas equipas cada.
- Associações 28–40 classificam três equipas cada.
- Associações 41–50 classificam quatro equipas no seu conjunto.

### Ranking EHF 2016-17
| Rank | Association  | Coeff. | Teams | Notes |
| ---- | ------------ | ------ | ----- | ----- |
| 1    | Alemanha     | 154,83 | 0     |       |
| 2    | Espanha      | 122,83 | 0     |       |
| 3    | Hungria      | 103,83 | 0     |       |
| 4    | França       | 75,33  | 0     |       |
| 5    | Dinamarca    | 70,00  | 0     |       |
| 6    | Polónia      | 54,22  | 0     |       |
| 7    | Eslovénia    | 54,00  | 0     |       |
| 8    | Macedónia    | 40,56  | 1     |       |
| 9    | Roménia      | 36,44  | 1     |       |
| 10   | Suécia       | 34.75  | 1     |       |
| 11   | Croácia      | 33,71  | 1     |       |
| 12   | Rússia       | 31,00  | 1     |       |
| 13   | Portugal     | 30,25  | 1     |       |
| 14   | Bielorrússia | 28,78  | 2     |       |
| 15   | Suíca        | 22,33  | 2     |       |
| 16   | Ucrânia      | 21,78  | 2     |       |
| 17   | Noruega      | 21,11  | 2     |       |

| Rank | Association          | Coeff. | Teams | Notes |
| ---- | -------------------- | ------ | ----- | ----- |
| 18   | Sérvia               | 20,44  | 2     |       |
| 19   | Eslováquia           | 13,56  | 2     |       |
| 20   | Turquia              | 13,00  | 2     |       |
| 21   | Luxemburgo           | 11,13  | 2     |       |
| 22   | Finlândia            | 11.00  | 2     |       |
| 23   | Grécia               | 11,00  | 2     |       |
| 24   | Bélgica              | 9,71   | 2     |       |
| 25   | Israel               | 9,00   | 2     |       |
| 26   | Áustria              | 9,00   | 2     |       |
| 27   | República Checa      | 6,27   | 2     |       |
| 28   | Bósnia e Herzegovina | 5,78   | 3     |       |
| 29   | Kosovo               | 5,17   | 3     |       |
| 30   | Lituânia             | 4,83   | 3     |       |
| 31   | Itália               | 4,78   | 3     |       |
| 32   | Países Baixos        | 4,75   | 3     |       |
| 33   | Chipre               | 4,73   | 3     |       |
| 34   | Estónia              | 3,50   | 3     |       |

| Rank | Association                                                                               | Coeff. | Teams | Notes |
| ---- | ----------------------------------------------------------------------------------------- | ------ | ----- | ----- |
| 35   | Bulgária                                                                                  | 3,50   | 3     |       |
| 36   | Islândia                                                                                  | 3,29   | 3     |       |
| 37   | Montenegro                                                                                | 3,14   | 3     |       |
| 38   | Moldávia                                                                                  | 1,17   | 3     |       |
| 39   | Reino Unido                                                                               | 1,00   | 3     |       |
| 40   | Geórgia                                                                                   | 0,17   | 3     |       |
| 41   | Albânia Andorra Arménia Azerbeijão Ilhas Faroé Irlanda Letónia Liechtenstein Malta Mónaco | 0,00   | 4     |       |

### Equipas Classificadas
As seguintes equipes classificaram-se para a terceira eliminatória desta edição da Taça Challenge de Andebol Masculino da EHF.
- TH: Campeão em título da Taça Challenge
- CW: Vencedores da Taça Nacional
- CR: Finalistas da Taça Nacional
- 2º, 3º, 4º, 5º, 6º, etc.: Classificação na Liga Nacional

| Fase Final              | Fase Final                | Fase Final                   | Fase Final                    |
| ----------------------- | ------------------------- | ---------------------------- | ----------------------------- |
| HC Visé BM (5º)         | Valur Reykjavík (CW)      | RK Pelister Bitola (7º)      | RK Partizan Belgrade (3º)     |
| RK Vogošća (2º)         | ASD Romagna (3º)          | PGU-Kartina TV Tiraspol      | RK Sloga Pozega (5º)          |
| HK Lokomotiv Varna (4º) | Ramat Hasharon HC (4º)    | HC Riviera Chișinău          | HC MŠK Považská Bystrica (CR) |
| HC Dobrudja (2º)        | Hapoel Ashdod (3º)        | RK Partizan Tivat (3º)       | HKM Sala (3º)                 |
| ASS Spes (4º)           | KH Kastrioti              | Haslum HK (2º)               | TSV Saint-Gall (CR)           |
| Cambridge HC (3º)       | HC Klaipėda Dragūnas (2º) | JMS Hurry-Up Zwartemeer (3º) | Göztepe SK (CR)               |
| IEK Xini Dikeas (4º)    | HB Esch (3º)              | Sporting CP (4º)             | Amasya Tasova SK (3º)         |
| AC Doukas (CR)          | HB Dudelange (4º)         | AHC Potaissa Turda (4º)      | HC ZNTU-ZAB Zaporozhye (4º)   |

## Calendário
Todos os sorteios foram realizados na sede da Federação Europeia de Andebol, em Viena, Áustria.
| Ronda            | Data do Sorteio   | 1ª Mão               | 2ª Mão               |
| ---------------- | ----------------- | -------------------- | -------------------- |
| 3ª Eliminatória  | 19 Julho 2016     | 18–20 Novembro 2016  | 26–27 Novembro 2016  |
| Oitavos-de-Final | 29 Novembro 2016  | 18–19 Fevereiro 2017 | 25–26 Fevereiro 2017 |
| Quartos-de-Final | 23 Fevereiro 2017 | 19–20 Março 2017     | 26–27 Março 2017     |
| Semi-Finais      | 23 Fevereiro 2017 | 22 Abril 2017        | 29–30 Abril 2017     |
| Final            | 23 Fevereiro 2017 | 21 Maio 2017         | 27 Maio 2017         |

## Resultados

### 3ª Eliminatória
Um total de 32 equipas participaram nesta eliminatória. Os jogos foram disputados entre 18 e 27 de Novembro de 2016.
As equipas na primeira coluna jogarem a 1ª mão em casa. Algumas equipas concordaram em jogar os dois jogos no mesmo recinto. As equipas a negrito qualificaram-se para os oitavos-de-final.
| Equipe 1                | Total | Equipe 2               | 1.º jogo | 2.º jogo |
| ----------------------- | ----- | ---------------------- | -------- | -------- |
| Sporting CP             | 69–49 | ASD Romagna            | 32–25    | 37–24    |
| AHC Potaissa Turda      | 75–42 | HC Dobrudja            | 32–23    | 43–19    |
| HB Dudelange            | 56–55 | Hapoel Ashdod          | 23–28    | 33–27    |
| RK Sloga Požega         | 50–47 | HC Visé BM             | 26–21    | 24–26    |
| PGU-Kartina TV Tiraspol | 51–58 | HC ZNTU-ZAB Zaporozhye | 23–27    | 28–31    |
| Ramat Hasharon HC       | 39–54 | HB Esch                | 21–29    | 18–25    |
| RK Partizan Tivat       | 49–43 | ASS Spes               | 27–21    | 22–22    |
| RK Partizan Belgrade    | 52–59 | MSK Povazska Bystrica  | 23–31    | 29–28    |
| Valur Reykjavík         | 56–49 | Haslum HK              | 31–24    | 25–25    |
| IEK Xini Dikeas         | 43–45 | AC Doukas              | 27–21    | 16–24    |
| KH Kastrioti            | 51–60 | HKM Sala               | 29–31    | 22–29    |
| Göztepe SK              | 47–48 | JMS Hurry-Up           | 22–20    | 25–28    |
| Klaipeda Dragunas       | 52–63 | TSV St. Gallen         | 28–35    | 24–28    |
| Amasya Tasova SK        | 65–56 | HC Riviera Chișinău    | 32–29    | 33–27    |
| Cambridge HC            | 47–76 | HC Lokomotiv Varna     | 22–36    | 25–40    |
| RK Pelister             | 49–48 | RK Vogošća             | 21–23    | 28–25    |

### Oitavos-de-Final
Participam nesta eliminatória as 16 equipas apuradas na eliminatória anterior. Os jogos foram todos disputados entre 11 de fevereiro e 26 de fevereiro de 2017.
As equipas na primeira coluna jogarem a 1ª mão em casa. Algumas equipas concordaram em jogar os dois jogos no mesmo recinto. As equipas a negrito qualificaram-se para os quartos-de-final.
| Equipe 1               | Total | Equipe 2           | 1.º jogo | 2.º jogo |
| ---------------------- | ----- | ------------------ | -------- | -------- |
| Amasya Tasova SK       | 58–66 | AC Doukas          | 28–32    | 30–34    |
| Valur Reykjavík        | 45–45 | RK Partizan Tivat  | 21–21    | 24–24    |
| HB Esch                | 56–59 | AHC Potaissa Turda | 27–31    | 29–28    |
| HC ZNTU-ZAB Zaporozhye | 54–57 | HB Dudelange       | 27–32    | 27–25    |
| HKM Sala               | 57–55 | TSV St. Gallen     | 30–27    | 27–28    |
| RK Pelister            | 44–66 | Sporting CP        | 18–32    | 26–34    |
| MSK Povazska Bystrica  | 49–51 | JMS Hurry-Up       | 30–19    | 19–32    |
| RK Sloga Požega        | 58–44 | HC Lokomotiv Varna | 35–22    | 23–22    |

### Quartos-de-Final
Participam nesta eliminatória as 8 equipas apuradas na eliminatória anterior. Os jogos foram todos disputados entre 25 de março e 2 de abril de 2017.
As equipas na primeira coluna jogarem a 1ª mão em casa. Algumas equipas concordaram em jogar os dois jogos no mesmo recinto. As equipas a negrito qualificaram-se para as semi-finais.
| Equipe 1           | Total | Equipe 2        | 1.º jogo | 2.º jogo |
| ------------------ | ----- | --------------- | -------- | -------- |
| RK Sloga Požega    | 53–59 | Valur Reykjavík | 27–30    | 26–29    |
| AHC Potaissa Turda | 68–64 | HB Dudelange    | 32–29    | 36–35    |
| AC Doukas          | 48–62 | Sporting CP     | 23–35    | 25–27    |
| JMS Hurry-Up       | 66–56 | HKM Sala        | 28–24    | 38–32    |

### Semi-finais
Participam nesta eliminatória as 4 equipas apuradas na eliminatória anterior. Os jogos foram todos disputados entre 22 de abril e 30 de abril de 2017.
As equipas na primeira coluna jogarem a 1ª mão em casa. As equipas a negrito qualificaram-se para a final.
| Equipe 1        | Total | Equipe 2           | 1.º jogo | 2.º jogo |
| --------------- | ----- | ------------------ | -------- | -------- |
| JMS Hurry-Up    | 41–69 | Sporting CP        | 27–32    | 14–37    |
| Valur Reykjavík | 53–54 | AHC Potaissa Turda | 30–22    | 23–32    |

### Fase Final
|  | Meias Finais       | Meias Finais       | Meias Finais | Meias Finais |    |             | Final | Final |
|  |                    |                    |              |              |    |             |       |       |
|  | JMS Hurry-Up       | 27                 | 14           | 41           |    |             |       |       |
|  | Sporting CP        | 32                 | 37           | 69           |    |             |       |       |
|  | Sporting CP        | 32                 | 37           | 69           |    | Sporting CP | 67    |       |
|  |                    |                    |              |              |    | Sporting CP | 67    |       |
|  |                    | AHC Potaissa Turda | 52           |              |    |             |       |       |
|  | Valur Reykjavík    | AHC Potaissa Turda | 52           | 30           | 23 | 53          |       |       |
|  | Valur Reykjavík    |                    |              | 30           | 23 | 53          |       |       |
|  | AHC Potaissa Turda | 22                 | 32           | 54           |    |             |       |       |

## Final da EHF Men's Challenge Cup
| Equipe 1    | Total | Equipe 2           | 1.º jogo | 2.º jogo |
| ----------- | ----- | ------------------ | -------- | -------- |
| Sporting CP | 67–52 | AHC Potaissa Turda | 37–28    | 30–24    |

### 1ª Mão
| 21 de maio de 2017 | Sporting Clube de Portugal | 37 – 28   | AHC Potaissa Turda | Pavilhão do Ginásio Clube do Sul, Almada               |
| 17:00              |                            | Relatório |                    | Público: 837 Árbitro: FRA Said Bounouara e Khalid Sami |

### 2ª Mão
| 27 de maio de 2017 | AHC Potaissa Turda | 24 – 30   | Sporting Clube de Portugal | Sala Sporturilor Horea Demian, Cluj-Napoca        |
| 17:00              |                    | Relatório |                            | Público: 3 000 Árbitro: SLO Bojan Lah e David Sok |

## Campeão
| Taça Challenge de Andebol Masculino 2016-17 |
| ------------------------------------------- |
| Portugal                                    |
| Sporting Clube de Portugal 2.° Título       |